# Argyroúpoli (kommunhuvudort)
Argyroúpoli är en kommunhuvudort i Grekland.   Den ligger i prefekturen Nomarchía Athínas och regionen Attika, i den sydöstra delen av landet, 9 km söder om huvudstaden Aten. Argyroúpoli ligger 58 meter över havet och antalet invånare är 34 097.
Terrängen runt Argyroúpoli är kuperad åt nordost, men åt sydväst är den platt. Havet är nära Argyroúpoli åt sydväst. Runt Argyroúpoli är det ganska tätbefolkat, med 239 invånare per kvadratkilometer. Närmaste större samhälle är Aten, 8,7 km norr om Argyroúpoli. Trakten runt Argyroúpoli består till största delen av jordbruksmark.